# Happier Than Ever (album)
Happier Than Ever is het tweede studioalbum van de Amerikaanse zangeres Billie Eilish, uitgebracht door Darkroom en Interscope Records op 30 juli 2021.
Eilish schreef alle nummers op het album samen met haar broer Finneas O'Connell, die ook het album produceerde en alle instrumenten bespeelde. Eilish noemde zelfreflectie tijdens de COVID-19-pandemie de grootste inspiratiebron voor de plaat.
Er zijn zeven nummer van het album op single uitgebracht. In volgorde van uitkomen zijn dit "My Future", "Therefore I Am", "Your Power", "Lost Cause", " NDA ", het titelnummer en "Male Fantasy". De eerste drie singles haalden de top 10 van de Amerikaanse Billboard Hot 100. Happier Than Ever bereikte, net als de voorganger, de eerste plek van de Billboard 200, en stond ook bovenaan de albumhitlijst in 27 andere landen, waaronder Nederland, België en het Verenigd Koninkrijk.
Eilish zong de nummers van het album in de Disney+ concertfilm Happier Than Ever: A Love Letter to Los Angeles, die op 3 september 2021 werd uitgebracht. Om het album verder te promoten, begon Eilish aan haar zesde concerttournee, getiteld Happier Than Ever, The World Tour, die begon op 3 februari 2022.

## Achtergrond

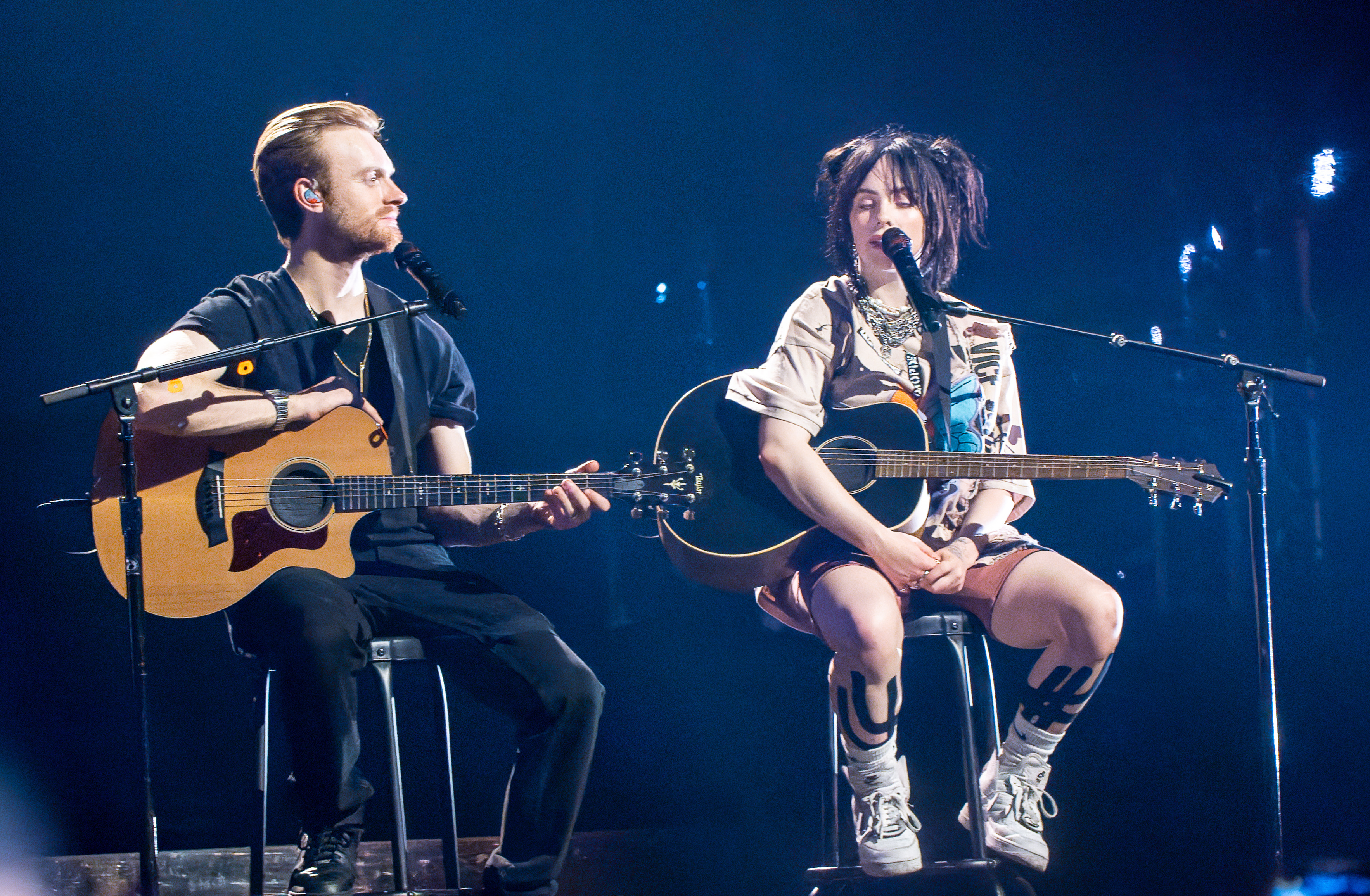
Billie Eilish en Finneas O'Connell tijdens de bijbehorende wereldtournee van het album (2022-2023)

Eilish bracht haar debuutalbum When We All Fall Asleep, Where Do We Go? uit op 29 maart 2019. Dit album werd een internationaal succes, en een aantal nummers van het album - met name "Bad Guy" - werden een internationale hit. Bij de 62e jaarlijkse Grammy Awards won Eilish vijf prijzen. 
Na het album heeft Eilish een aantal losse singles uitgebracht, waaronder de Grammy-winnende nummers "Everything I Wanted" (2019) en "No Time to Die" (2020). In een interview in januari 2020 verklaarde Eilish dat ze in de loop van het jaar aan haar aanstaande tweede studioalbum zou gaan werken. 
Happier Than Ever werd opgenomen in de thuisstudio van Finneas O'Connell in Los Angeles, in de periode tussen 1 april 2020 en 16 februari 2021. Het titelnummer was het eerste nummer dat geschreven werd en dateert uit de periode waarin Eilish bezig was met het Europese deel van de When We All Fall Asleep Tour. In een interview met Vevo gaf Eilish aan op deze plaat geïnspireerd te zijn door jazzzangers zoals Julie London, Peggy Lee en Frank Sinatra.
Muzikaal gezien is Happier Than Ever een ingetogen electropopplaat, met elementen van jazz-pop, R&B, techno, country, bossanova, triphop, folk, en trap. Het bestaat uit nummers met langzame tempo's, en minimalistische arrangementen van akoestische gitaren, synthesizers en beats. De plaat heeft hiermee een ander geluid dan Eilish's debuutalbum When We All Fall Asleep, Where Do We Go? (2019). 
De teksten gaan over de strijd waarmee jonge vrouwen in de entertainmentindustrie worden geconfronteerd en de nadelen van beroemd. De opkomst van Eilish, en zelfreflectie tijdens de covid-periode waren inspiratiebronnen voor de tekst.
Bij de release kreeg het album lovende kritieken van muziekcritici, die de stilistische, ingetogen productie en inzichtelijke teksten prezen. Bij de 64e jaarlijkse Grammy Awards ontvingen het album en het titelnummer in totaal zeven nominaties, waaronder Album van het Jaar, Best Pop Vocal Album, Song of the Year en Record of the Year.

## Hitlijsten
Happier Than Ever werd Eilish's tweede nummer één album in de Verenigde Staten. In de eerste week verkocht het album 238.000 exemplaren. Het album stond drie weken bovenaan de Billboard 200.
In het Verenigd Koninkrijk ging het album in de eerste week 39.000 keer over de toonbank, waarmee ook hier het album op 1 de albumhitlijst binnenkwam. Het album stond verder op de eerste plek in de hitlijsten van Australië, België (zowel Vlaanderen als Wallonië), Canada, Denemarken, Duitsland, Finland, Frankrijk, Griekenland, Ierland, Italië, Kroatië, Litouwen, Nederland, Nieuw-Zeeland, Noorwegen, Polen, Portugal, Spanje, Zweden en Zwitersland.

## Tracklijst
Alle muziek en teksten zijn geschreven door Billie Eilish & Finneas O'Connell. 
| 1.                 | Getting Older             | 4:04 |
| 2.                 | I Didn't Change My Number | 2:38 |
| 3.                 | Billie Bossa Nova         | 3:16 |
| 4.                 | My Future                 | 3:30 |
| 5.                 | Oxytocin                  | 3:30 |
| 6.                 | Goldwing                  | 2:31 |
| 7.                 | Lost Cause                | 3:32 |
| 8.                 | Halley's Comet            | 3:54 |
| 9.                 | Not My Responsibility     | 3:47 |
| 10.                | Overheated                | 3:34 |
| 11.                | Everybody Dies            | 3:26 |
| 12.                | Your Power                | 4:05 |
| 13.                | NDA                       | 3:15 |
| 14.                | Therefore I Am            | 2:53 |
| 15.                | Happier Than Ever         | 4:58 |
| 16.                | Male Fantasy              | 3:14 |
| Totale duur: 56:07 |                           |      |

## Personeel
- Billie Eilish – zang, en songwriting
- Finneas – productie, engineering, vocale arrangementen (alle nummers), alle instrumenten
- Dave Kutch, John Greenham en Moural Lagsir - mastering
- Rob Kinelski – mixen